# Dialoglista
Dialoglista är i filmbranschen benämningen på en ordagrann utskrift av all dialog i en spelfilm. Syftet med dialoglistan är att tjäna som underlag för översättning till andra språk eller för undertextning för hörselskadade. Dialoglistan upprättas i efterhand utifrån den färdiga filmen och ska inte sammanblandas med en films inspelningsmanus. En korrekt utskriven dialoglista innehåller namn på samtliga talare/rollfigurer, all talad dialog inklusive dialog på främmande språk samt förklaringar till sådant som är specifikt för antingen filmen eller den plats/det land där den är inspelad i syfte att hjälpa översättare till främmande språk. En så kallad spottad dialoglista innehåller dessutom exakta tidsangivelser för varje enskild replik, vilket behövs för t.ex. dubbning av en film. Upprättandet av dialoglistor ingår i postproduktionen av en spelfilm.